# 莫里永维利耶
莫里永维利耶（法語：Morionvilliers，法語發音：[mɔʁjɔ̃vilje]）是法国上马恩省的一个市镇，属于肖蒙区。

## 地理
莫里永维利耶（48°22'9"N, 5°24'47"E）面积6.88 平方千米，位于法国大東部大區上马恩省，该省份为法国东北部内陆省份，北起马恩省和默兹省，西接奥布省，西南接科多尔省，东南接上索恩省，东临孚日省。
与莫里永维利耶接壤的市镇（或旧市镇、城区）包括：尚布龙库尔、热尔迈、热尔米赛、特朗波、格朗、埃皮宗。

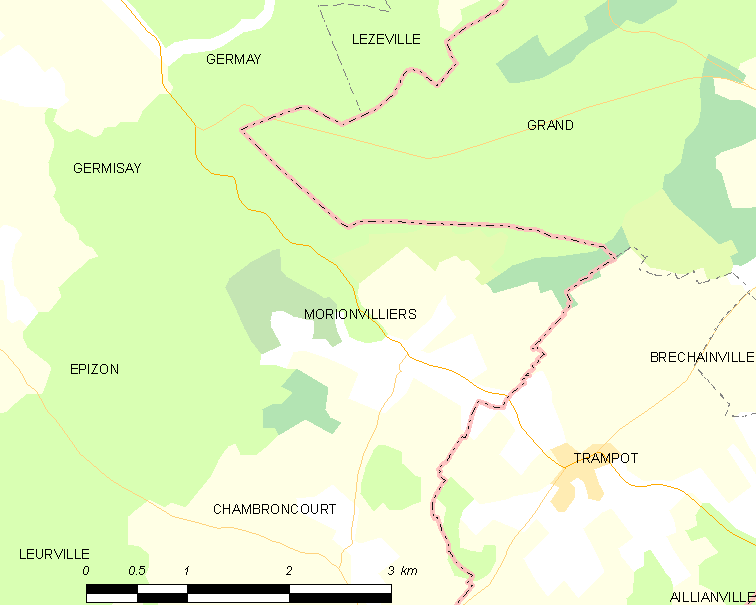
莫里永维利耶的OSM定位图

莫里永维利耶的时区为UTC+01:00、UTC+02:00（夏令时）。

## 行政
莫里永维利耶的邮政编码为52700，INSEE市镇编码为52342。

## 政治
莫里永维利耶所属的省级选区为普瓦松县。

## 人口

1962-2008年间莫里永维利耶人口变化图示

莫里永维利耶于2022年1月1日时的人口数量为25人。